# 张昆华
张昆华（1937年11月12日—），笔名月琴、张弛，男，彝族，祖籍云南镇沅，生于昆明，中国作家，云南省作家协会原副主席，中国作家协会名誉委员。